# 宮川公男
宮川 公男（みやかわ ただお、1931年11月16日 - ）は、日本の経営学者。学位は、商学博士（一橋大学・論文博士・1963年）。一橋大学名誉教授、麗澤大学名誉教授。埼玉県行田市生まれ。

## 人物
受験勉強を熱心にしておらず旧制浦和高等学校に進学する気にならなかったため、経済学専攻志望で慶應義塾大学予科、早稲田大学高等学院などを受験して合格し、戦時中に軍国主義教育に走らなかったなどとの評判から当時高倍率となっていた東京商科大学（現一橋大学）予科に進学した。在学中学制改革があり、改名された新制一橋大学の前期課程では石田龍次郎ゼミで人文地理学を専攻した。今井賢一（一橋大学名誉教授）は予科時代からの友人。
後期課程ではマルクス経済学者の杉本栄一ゼミに所属し、杉本のもう一つの専門であった計量経済学を継いだ。ゼミの上級生に近藤鉄雄（大蔵官僚、元労働大臣）が、同期に玉井龍象（金沢大学名誉教授）がおり、ともに毎日曜日に朝から杉本の家でゼミに参加した。大学4年次に杉本が死去したのちは、若松町の総理府統計局長室で開かれていた森田優三ゼミに所属し計量経済学に必要な統計学を学んた。また、杉本ゼミOBの伊東光晴（京都大学名誉教授）、浅野栄一（中央大学名誉教授）、宮崎義一（京都大学名誉教授）、宮崎犀一（元東京女子大学教授）らの指導を受けた。
卒業後は、新制度で成立した大学院に進学し、理論経済学・統計学専攻に所属し、森田や山田勇、伊大知良太郎の指導を受けて、計量経済学や統計学を学んだ。伊大知や久武雅夫らが提唱していた計量経営学の研究グループに参加し、大学院修了後は、経済学部から助手として商学部に移り、産業経営研究所（現一橋大学イノベーション研究センター）で高宮晋らの指導の下、経営学の基礎的学習を行ったのち、ロックフェラー財団フェローとしてハーバード大学経済大学院に留学した。留学中国連本部統計担当専門職の打診を受けるが、一橋大学から許可が下りず断念した（のちに倉林義正が就任）。
1988年に新授業科目開講のため帰国し、以降、計量的な方法でビジネスを分析し、管理工学講座の後任となった経営学者の伊丹敬之（一橋大学名誉教授）や交通経済学者の杉山武彦（一橋大学第15代学長）ら多くの研究者を育成した。長女はスウェーデンカロリンスカ病院で泌尿器科専門医として働く宮川絢子。次女は法政大学人間環境学部教授、下北沢西口クリニック院長宮川路子。
また、1989年に日本開発銀行設備投資研究所が設立されると、同客員主任研究員に就任。1993年から初代経済企画庁経済研究所システム分析調査室室長（総理府事務官）併任。東京工業大学の社会工学科創設に関わったことをきっかけに、国立公害研究所（現国立環境研究所）や筑波大学社会工学系の創設にも関与し、1977年から商学部長になる1979年までは筑波大学第三学群社会工学系教授も併任したが、一橋大学に社会工学部を新設するという提案は実現しなかった。

## 略歴

### 学歴
- 1948年：旧制埼玉県立熊谷中学校（現埼玉県立熊谷高等学校）4年修了
- 1953年：一橋大学経済学部卒業（杉本栄一ゼミ）[3]
- 1958年：一橋大学大学院経済学研究科博士課程修了
- 1963年：一橋大学より商学博士の学位を取得[8]
  - 博士論文 「統計的市場分析の諸問題」[1]

### 職歴
- 1958年：一橋大学商学部助手
- 1959年：一橋大学商学部専任講師
- 1961年：ハーバード大学経済学部留学
- 1963年：一橋大学商学部助教授
- 1971年：一橋大学商学部教授
- 1977年：筑波大学社会工学系教授併任（1979年まで）
- 1979年：一橋大学商学部長（1981年まで）
- 1991年：一橋大学附属図書館長（1994年まで）[9]
- 1993年：経済企画庁経済研究所システム分析調査室室長（総理府事務官）併任（1996年まで）
- 1995年：麗澤大学国際経済学部教授

### 兼職
小樽商科大学商学部、北海道大学経済学部、東北大学経済学部、福島大学経済学部、東京大学経済学部・大学院総合文化研究科・大学院農学生命科学研究科、東京工業大学工学部、名古屋大学経済学部、京都大学経済学部、九州大学経済学部、早稲田大学大学院商学研究科、中央大学理工学部でも教鞭をとる。

### 学外における役職
経済企画庁システム分析調査室室長、通商産業省情報化対策委員会のシステム監査部会長、産業構造審議会リース産業部会長、経営情報学会会長、システム監査学会会長、統計研究会理事長等を歴任。

## 親族
長女はスウェーデンカロリンスカ大学病院で外科専門医として働く宮川絢子。次女は法政大学人間環境学部・大学院公共政策研究科教授、下北沢西口クリニック院長宮川路子。

## 弟子他
指導学生に伊丹敬之（一橋大学名誉教授）、松井美樹（横浜国立大学名誉教授）、杉山武彦（一橋大学第15代学長）、北畠能房（京都大学名誉教授）、網倉久永（上智大学教授）、ベン・ベンサウ（ INSEAD教授）、上田泰（成蹊大学教授）、吉川智教（早稲田大学教授）、一瀬益夫（東京経済大学名誉教授）、花枝英樹（一橋大学名誉教授）、高橋三雄（元筑波大学教授）、堀内行蔵（法政大学教授）、森田道也（学習院大学名誉教授）、岡部鉄男（元九州大学教授）、丹下忠之（元中央大学教授）、小林秀徳（中央大学教授）、堀内正博（青山学院大学名誉教授）、小山明宏（学習院大学教授）、鈴木典比古（国際教養大学第2代学長、国際基督教大学第11代学長）など。
尹起重（延世大学校名誉教授、尹錫悦第20代韓国大統領の父）の一橋大学留学中にはともに研究を行った。
また厚生労働事務次官を務めた金子順一や日本郵政社長を務めた長門正貢、楽天KC会長を務めた関榮一、DIAMアセットマネジメント社長を務めた中島敬雄一橋大学客員教授、アイ・アール ジャパンホールディングス創業者の鶴野史朗、コメダホールディングス社長を務めた臼井興胤などもゼミナールの教え子。

## 著書

### 単著
- 『意思決定の経済学――マネジリアル・エコノミックス（1-2）』（丸善, 1968年-1969年／第2版, 1973年-1976年）
- 『数学基本講座(6)オペレーションズ・リサーチ』（春秋社, 1970年）
- 『経営数学入門』（実教出版, 1974年／改訂版, 1993年）
- 『基本統計学』（有斐閣, 1977年／新版, 1991年／第3版, 1999年）
- 『新しい企業環境への挑戦』（日本経済新聞社, 1978年）
- 『経営統計入門』（実教出版, 1982年）
- 『政策科学の基礎』（東洋経済新報社, 1994年）
- 『政策科学入門』（東洋経済新報社, 1995年／第2版, 2002年）
- 『統計学でリスクと向き合う――あなたの数字の読み方は確かか』（東洋経済新報社, 2003年／新版, 2007年）
- 『高速道路何が問題か』（岩波書店［岩波ブックレット］, 2004年）
- 『意思決定論――基礎とアプローチ』（中央経済社, 2005年）
- 『高速道路 なぜ料金を払うのか ―高速道路問題を正しく理解する』（東洋経済新報社, 2011年）
- 『日経平均と「失われた20年」: 平均株価は経済の実体を正しく映しているか』（東洋経済新報社, 2013年）

### 共著
- （野々山隆幸・佐藤修）『経営科学と情報処理』（実教出版, 1987年／改訂版, 2009年）
- （小林秀徳）『システム・ダイナミックス――経営・経済系の動学分析』（白桃書房, 1988年）

### 編著
- 『意思決定の経済分析』（中央経済会, 1965年）
- 『PPBSの原理と分析――計画管理の予算システム』（有斐閣, 1969年）
- 『システム分析概論――政策決定の手法と応用』（有斐閣, 1973年）
- 『現代経営学全集(8)経営計画』（ダイヤモンド社, 1979年）
- 『基礎経済学大系(15)経営学』（青林書院新社, 1981年）
- 『解説システム監査基準』（中央経済社, 1987年）
- 『システム監査基準解説』（中央経済社, 1993年）
- 『経営情報システム』（中央経済社, 1994年／第2版, 1999年／第3版, 2004年）
- 『政策科学の新展開』（東洋経済新報社, 1997年）
- 『2025年の世界と日本――エコノミスト300人の予測から』（東洋経済新報社, 1998年）
- 『シナリオ2019――日本と世界の近未来を読む』（東洋経済新報社, 2007年）

### 共編著
- （森田優三・竹内清）『統計学入門』（有斐閣, 1969年）
- （今井賢一・岡本康雄）『企業行動と経営組織』（日本経済出版社, 1971年）
- （土方文一郎）『企業行動とイノヴェーション』（日本経済新聞社, 1973年）
- （山本清）『パブリック・ガバナンス――改革と戦略』（日本経済評論社, 2002年）
- （花枝英樹）『株価指数入門――正しい理解と利用のために』（東洋経済新報社, 2002年）
- （大守隆）『ソーシャル・キャピタル――現代経済社会のガバナンスの基礎』（東洋経済新報社, 2004年）
- （山本清）『行政サービス供給の多様化』（多賀出版, 2009年）

### 訳書
- ミルトン・フリードマン『消費の経済理論――消費函数』（厳松堂, 1961年）
- S・フリードランド『企業金融の経済学』（東洋経済新報社, 1967年）
- フレモント・J・ライデン, アーネスト・G・ミラー編『PPBSとシステム分析』（日本経済新聞社, 1969年）
- T・R・プリンス『計画と管理のための情報システム』（ダイヤモンド社, 1971年）
- ドナルド・ファラー, ジョン・マイアー『企業の経済学』（東洋経済新報社, 1972年）
- ユージーン・M・ラーナー, ウイラード・T・カールトン『財務分析の理論――新しい企業金融論』（東洋経済新報社, 1972年）
- ロバート・L・ハイルブロナー『企業文明の没落』（日本経済新聞社, 1978年）
- ロバート・D・バゼル編『エレクトロニック時代の経営戦略』（TBSブリタニカ, 1987年）
- ウィリアム・E・ハドソン『民主主義の危機――現代アメリカへの七つの挑戦』（東洋経済新報社, 1996年）
- ロバート・ハイルブローナー『未来へのビジョン――遠い過去、昨日、今日、明日』（東洋経済新報社, 1996年）

## 栄典
- 瑞宝中綬章受章[27]